# Guarded
Guarded – ósmy singel amerykańskiej nu metalowej grupy Disturbed promujący album Ten Thousand Fists.

## Lista utworów
1. "Guarded" – 3:22